# Juan Simón
Juan Ernesto Simón (Rosário, 2 de março de 1960) é um ex-futebolista argentino que atuava como zagueiro.
Atuou pelos times Newell's Old Boys, AS Monaco, Estrasburgo e Boca Juniors.
Representou a Seleção argentina na Copa do Mundo de 1990, que se tornaria vice-campeã, na Itália.